# 請島
請島（うけじま）は、奄美群島に属する島である。加計呂麻島の南方に位置し、面積は13.34km2、周囲の長さは24.8km。人口92人（2022年3月末現在）。行政上は鹿児島県大島郡瀬戸内町に属する。
島の最高峰は大山（標高398m）。島には請阿室（うけあむろ）と池地（いけじ）の2つの集落がある。請島の東方には無人島の木山島がある。

## 自然
面積は奄美群島の有人島の中で2番目に小さな島であるが、充実した自然を有する。ハブが生息しているため、隣の与路島と同様に、集落には「用心棒」（「ハブ棒」とも）と呼ばれるハブを退治するための棒が立てかけてある。
また、請島には奄美大島と同じくルリカケスが生息しているほか、島が名前の由来となったウケユリ（奄美大島から徳之島にかけてごく限られた場所に分布）と、固有亜種であるウケジママルバネクワガタの保護活動がなされている。

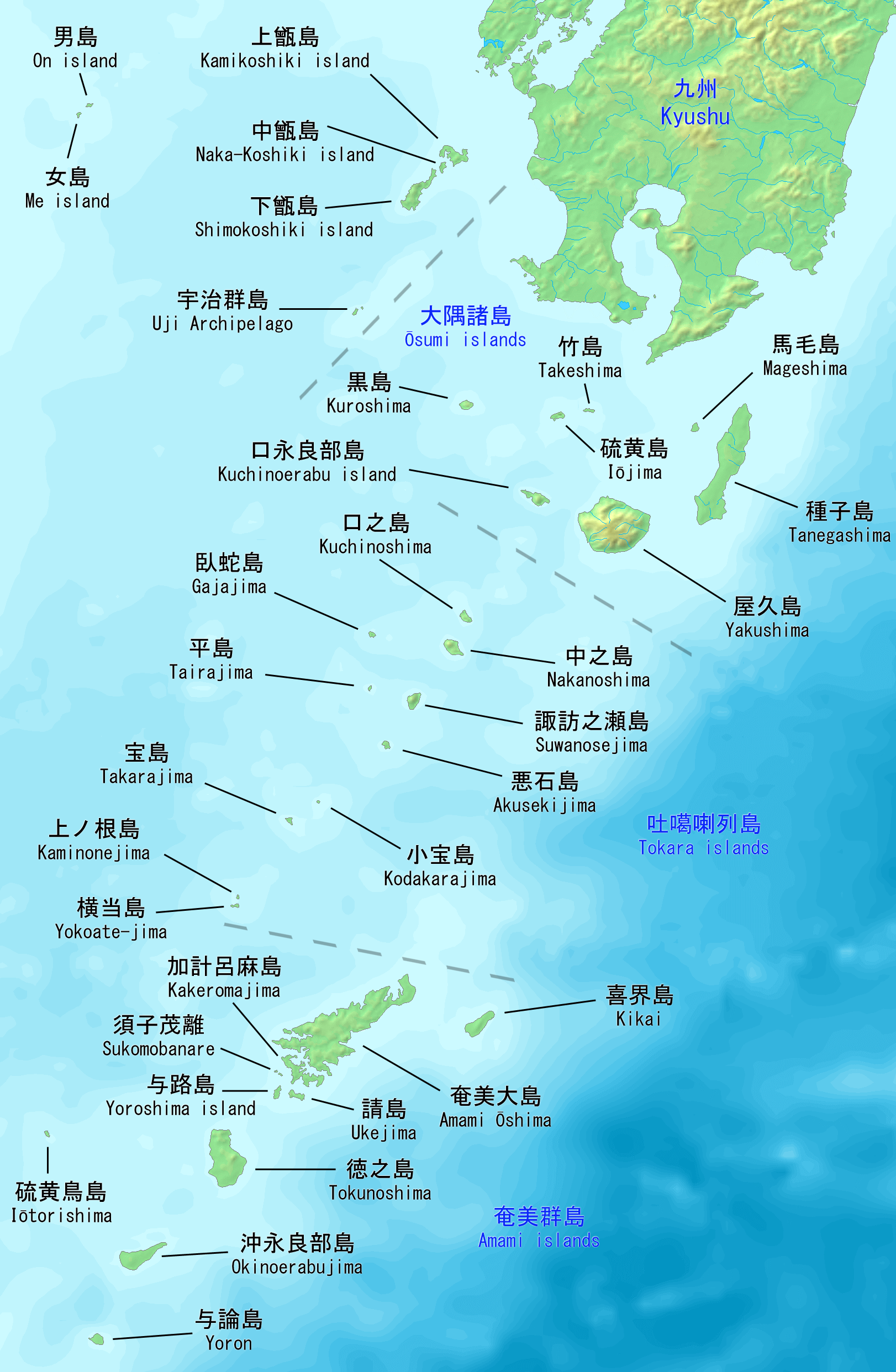
奄美群島（薩南諸島南部）

## 人口
| 請島の人口推移 1955－2020             |
|                                       |
| 「瀬戸内町のあらまし - 瀬戸内町」より |

## 産業
- 畜産やソテツ、花卉栽培が盛んである。

- 2018年より、瀬戸内町と地域活性化包括連携協定を締結している(株)TARGETHOLDINGS（ターゲットホールディングス）の孫会社の（株）ナショナルパークツーリズムてしかが（(株)ナショナルパークツーリズム奄美が会社分割で設立され継承）が、池地自治会・請阿室自治会と「請島における地域活性化包括連携協定書」を締結[6]。

町と普通財産無償貸付の契約を締結し、無償貸与された瀬戸内町営宿泊施設(旧施設名アカヒゲ)のコテージ(National park style cottage)への転換や、開設したテレワーク・ワーケーションオフィス＜せとうちITBASE＞へのグループ会社の誘致といった、請島の活性化事業が開始される。
2021年には、活性化事業のほとんどは(株)TARGET（代表取締役社長：Minto Brown）に集約され、その他事業も奄美地区の戦略事業会社である㈱TARGET amamiで包括的に行われることになった。
2025年4月現在、㈱TARGET amamiのホームページは、福井県美浜町を拠点とする㈱TARGET JAMM（代表取締役社長：ジュリアン・ジーリ）によって運営されている。

## 交通
瀬戸内町の中心地である古仁屋から町営連絡船が1日1往復程度出ており島の両集落（請阿室港及び池地港）に寄港する。また、古仁屋港から海上タクシーの利用も可能である。

## 観光

### 宿泊施設
- 池地：民宿みなみ
- 請阿室：民宿とやま

### 与路島請島観光商工協会(旧与路島観光協会)
- 与路島と請島の観光及び商工に関して島民、事業者、団体、行政が協働のもと推進し様々な地域資源を活用し先代からの文化と素晴らしい自然を守りつつ、訪れる人にも住む人にとっても魅力ある島作りを目指し、与路島でペンションを経営する榮勝永を会長に、株式会社TARGET HOLDINGSのグループ会社を主なメンバーとして、2020年6月30日に与路島観光協会が設立される[15]。

- 2021年7月、与路島観光協会が与路島請島観光商工協会に発展し、株式会社TARGET amamiを事務局として、株式会社TARGETのグループ会社を中心に観光事業・不動産事業を行う[16]。
- 2025年4月時点では、ホームページの団体名表記は与路島観光協会となっている[17]。

## ギャラリー

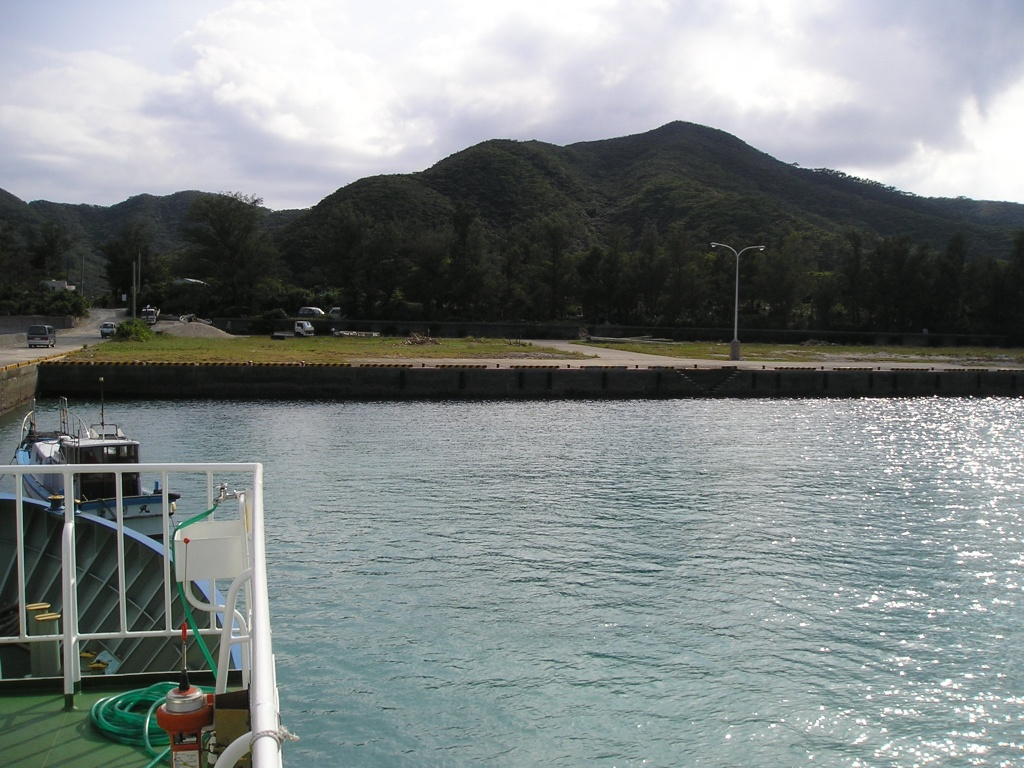
請阿室港
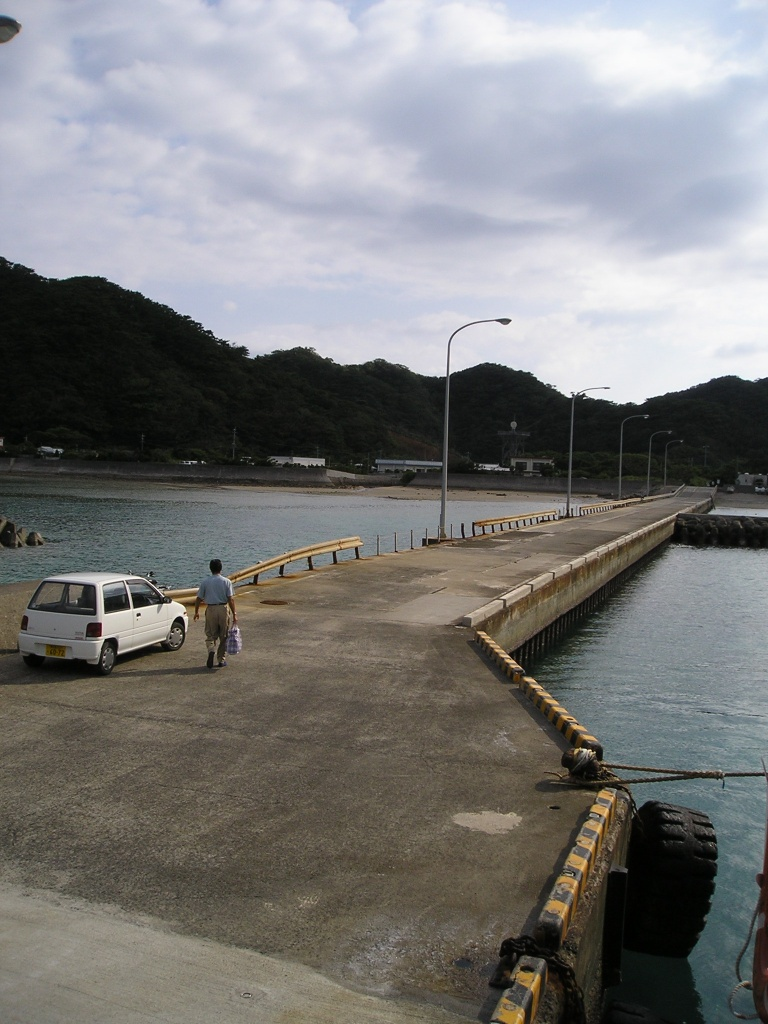
池地港の桟橋
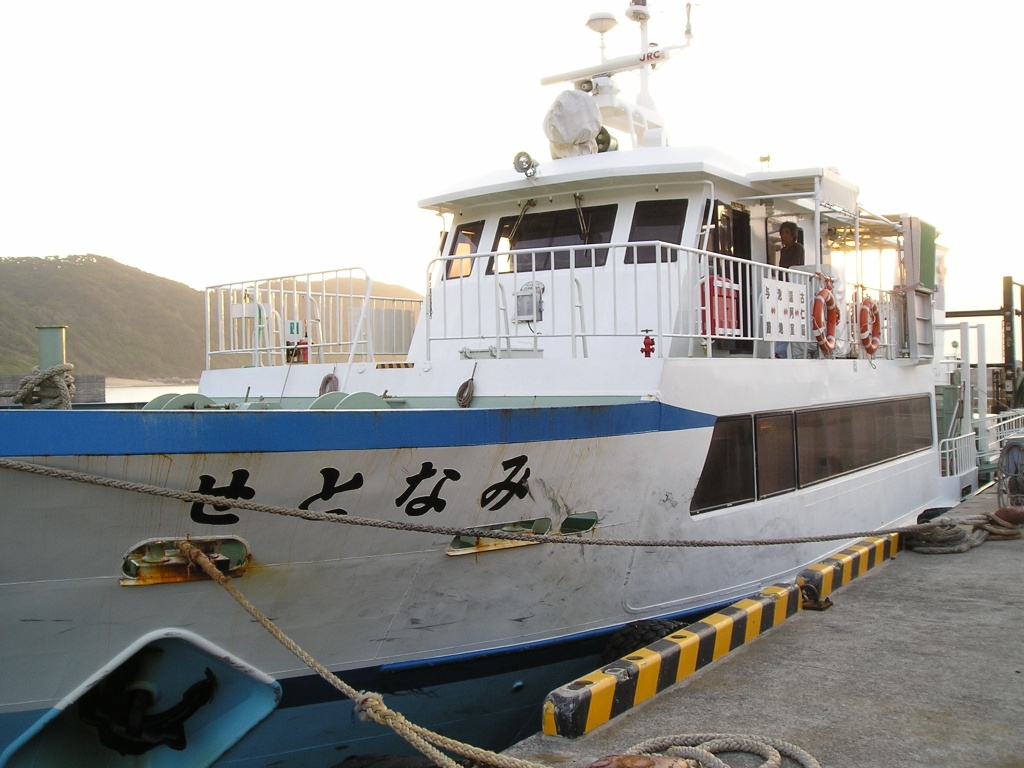
連絡船「せとなみ」
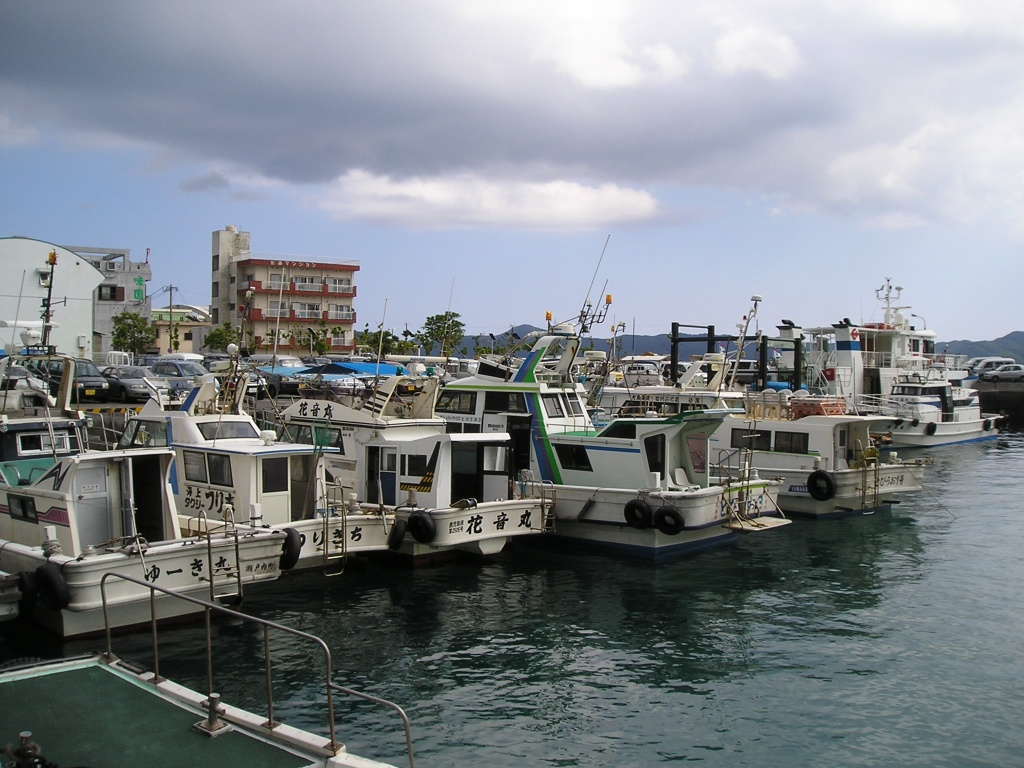
待機中の海上タクシー（古仁屋にて）
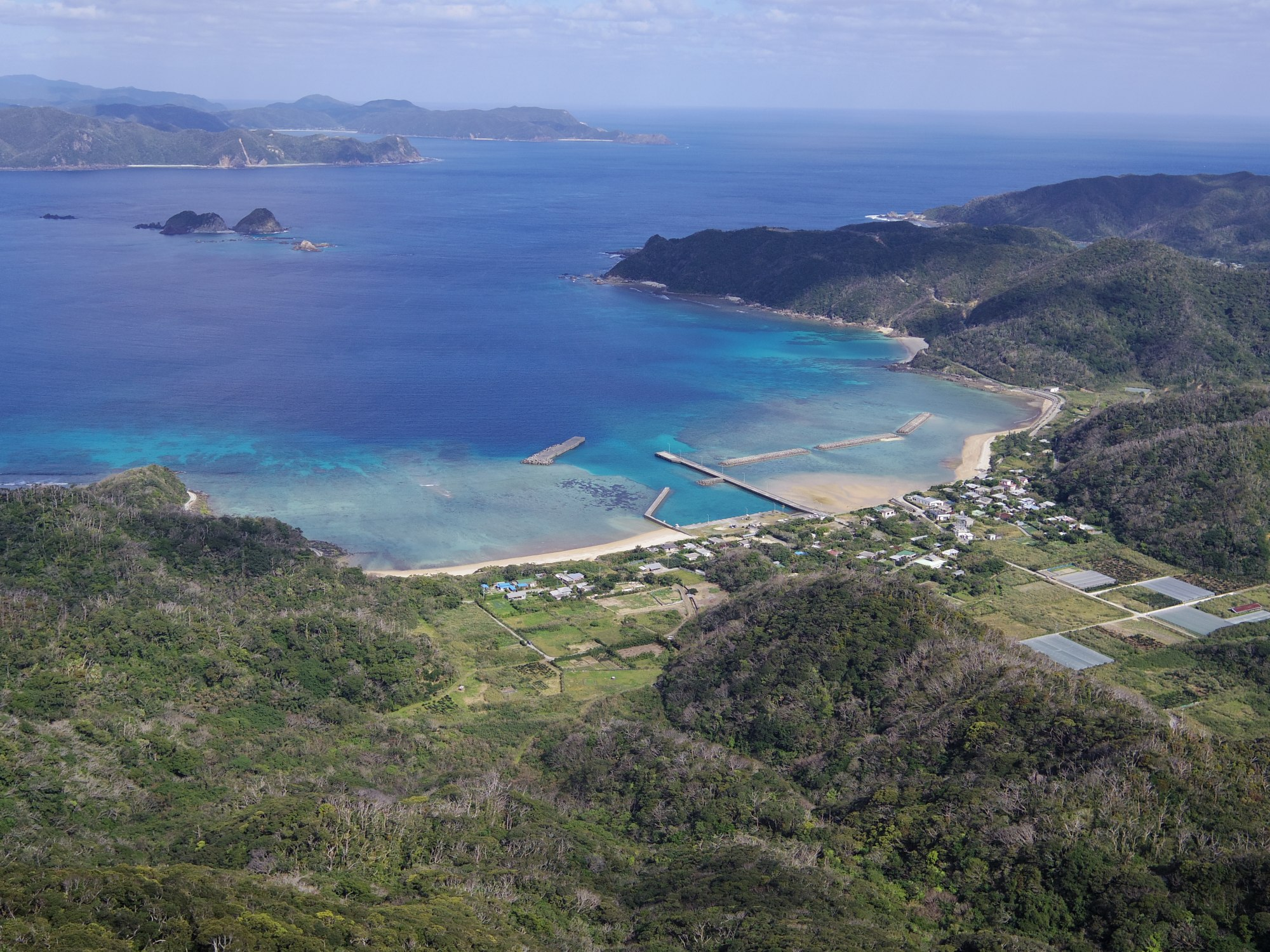
請島大山からの池地集落の眺め